# Bakách család
A szentgyörgyvölgyi nemes és báró Bakách család, gyakran Bakács írásmóddal, egy a 18. század közepén kihalt Zala vármegyei magyar nemesi család.

## Története
A család az Árpád-kor végén tűnik fel, a 13. század második felében már birtokokkal rendelkeztek Zala vármegyében. Első oklevelekkel is bizonyítható őse egy bizonyos Bakoch, akinek Tamás nevű fiát 1314-ben említik. Ennek ellenére a teljes leszármazás csak egy későbbi családtagig, Benedekig vezethető vissza. Ennek a Benedeknek a fia, Bakách Sandrin (esetleg Sándor) 1525-ben II. Lajostól királyi adományként kapta Uzd, Patala és Füred települések birtokát. Sandrin részt vett a mohácsi csatában is, melyben az alsólendvai Bánffy családból való alsólendvai Bánffy János nádornak, akinek a lovát kilőtték alóla, átengedte saját lovát, hogy azzal menekülhessen el. Bánffy ezért Bakách Sandrinnak Baltavár birtokát adta ajándékba. Sandrin lova hiányában török fogságba került a csata után, de 1530-ban kiszabadult. 1532-ben I. János nemesi rangra emelte, és címerébe az a jelenet került, amikor a nádort segíti fel a lovára.
Bakách Sándor unokája, Sándor, Keszthely főkapitánya volt, 1622-ben megerősítették nemességében, 1625-ben pedig bárói rangot kapott. Jelen volt az 1625-ös országgyűlésen, onnan küldték Zalavár, Egervár és Nempthi várainak felügyeletére. Nejétől, rábadoroszlói Rumy Katalintól született két fia: báró Bakách István és ifjabb báró Bakách Sándor, aki 1686-ban harcolt Buda visszafoglalásakor. Férje halála után, Rumy Katalin Babocsay István felesége lett. Bakách Sándor kesztehlyi kapitány gyermeke Bakách Farkas volt.
Bakách Farkas fiának, ifjabb Bakách Sándornak a felesége, a régi tekintélyes zalai nemesi családból való gersei Pethő Katalin, gersei Pethő Gáspár lánya volt. Bakách Sándor és Pethő Kata házasságából két fiú született: báró Bakách Lukács, akinek a neje Csákány Éva lett, és báró Bakách Benedek, akinek a felesége Reiklin éva volt. Fiaival azonban sajnálatosan a család 1734-ben férfi ágon kihalt. Bakách Lukácstól két leány született: báró Bakách Viktoria (1717-1779), cserneki és tarkeői Dessewffy Ferenc (1710-1759), Abaúj vármegyei alispán; és báró Bakách Orsolya, szentgyörgyi Horváth Lászlóné. Másrészt, báró Bakách Benedektől, vizeki Tallián Józsefné báró Bakách Teréz származott. Leányágon a vizeki Tallián és a galánthai Bessenyey családokkal kerültek rokonságba. A Bessenyeyek közül Ferenc vezérőrnagy 1910-ben bárói címet kapott, majd királyi engedéllyel a Bakách család nevét, előnevét és címerét egyesítette sajátjával, és a továbbiakban a Bakách-Bessenyey kettős nevet viselte.
Bakách Sándor és Rumy Katalin másik fiúgyermeke, báró Bakách Istvántól egy leány született: báró Bakách Julianna, aki niczki Niczky László felesége lett. Bakách Julianna unokája, niczki Niczky Judit (1718-1797), felsőpataki Bosnyák Márton (1703-1770) felesége, szintén örökölt egy részét a Bakách család birtokainak; ezzel a felsőpataki Bosnyák család igen jelentősen gyarapította a birtokállományát. Férje halála után, Bakách Julianna Ferber Mátyás házastársa lett.